# Barnaul
Barnaul (oroszul Барнаул) fontos ipari város és az Altaji határterület (Алта́йский край) székhelye Oroszországban, a Nyugat-szibériai Gazdasági Körzetben az Ob partján. Népessége 2002-ben 667 646 fő volt, melyből 631 333 orosz, 9532 német, 8248 ukrán, 2476 örmény, 2083 fehérorosz, 1983 tatár, 1741 azeri, 980 kazah, 945 csuvas, 865 mordvin, 800 zsidó, 683 altáj, 667 üzbég, 590 cigány stb. 2010-ben lakossága 612 401 fő.

## Fekvése
A város az Ob folyó partján, Novoszibirszktől 180 km-re délnyugatra fekszik, és 280 km-re van Kazahsztán határától. Klímája jellegzetesen száraz kontinentális, a tél hideg (a januári középhőmérséklet −17,5 °C), a nyár meleg (júliusi középhőmérséklet +19,8 °C); az eddig mért legalacsonyabb hőmérséklet −51,1 °C (1951. január), a legmagasabb +38,2 °C (2002. augusztus).

## Története
A város egyike a legrégebbi nyugat-szibériai városoknak, a települést a gazdag Gyemidov család alapította az 1730-as években az ásványkincsekben gazdag Altaj-hegység vonzáskörzetében. Eredetileg a rézérc vonzotta a város alapítóit, de hamarosan ezüstöt is találtak, ami a város további gyors fejlődéséhez járult hozzá. 1747-ben a bányák cári tulajdonba kerültek, ezzel hamarosan a birodalom legfontosabb ezüsttermelő központja lett. Városi rangra 1771-ben emelkedett. A 18. században az orosz ezüsttermelés mintegy 90%-az Altáj vidékéről származott.
A 20. század elejére város fontos kereskedelmi és kulturális központtá fejlődött, melyben a Turkesztán–Szibéria-vasútvonal megnyitása is szerepet játszott.
A második világháború alatt a Szovjetunió nyugati területeiről evakuált ipari üzemeket telepítettek át a városba. Ennek következtében a város a mai napig is fontos szerepet játszik a lőszergyártásban.

## Gazdasága
A város Nyugat-Szibéria fontos ipari központja. Mindegy 120 ezer alkalmazottat foglalkoztatnak a városba települt cégek. A jellemző iparágak a nehézgépgyártás, az autógumi-gyártás, a bútor- és a cipőipar. Újabban alapított gyémántcsiszoló iparághoz sok reményt fűznek, hiszen jelenleg az Oroszországi Föderációban ez az egyetlen ilyen központ.
A tehetős réteg kialakulásával a városban egyre több luxuscikk-kereskedelmi egység telepszik meg és magas színvonalú étterem nyit ki.

## Fordítás
- Ez a szócikk részben vagy egészben  a   Barnaul című angol Wikipédia-szócikk fordításán alapul.  Az eredeti cikk szerkesztőit annak laptörténete sorolja fel. Ez a jelzés csupán a megfogalmazás eredetét és a szerzői jogokat jelzi, nem szolgál a cikkben szereplő információk forrásmegjelöléseként.
- Ez a szócikk részben vagy egészben  a   Barnaul című német Wikipédia-szócikk fordításán alapul.  Az eredeti cikk szerkesztőit annak laptörténete sorolja fel. Ez a jelzés csupán a megfogalmazás eredetét és a szerzői jogokat jelzi, nem szolgál a cikkben szereplő információk forrásmegjelöléseként.
- Ez a szócikk részben vagy egészben  a(z)   Барнаул című orosz Wikipédia-szócikk fordításán alapul.  Az eredeti cikk szerkesztőit annak laptörténete sorolja fel. Ez a jelzés csupán a megfogalmazás eredetét és a szerzői jogokat jelzi, nem szolgál a cikkben szereplő információk forrásmegjelöléseként.